# Hans Henrik Lieven der Jüngere

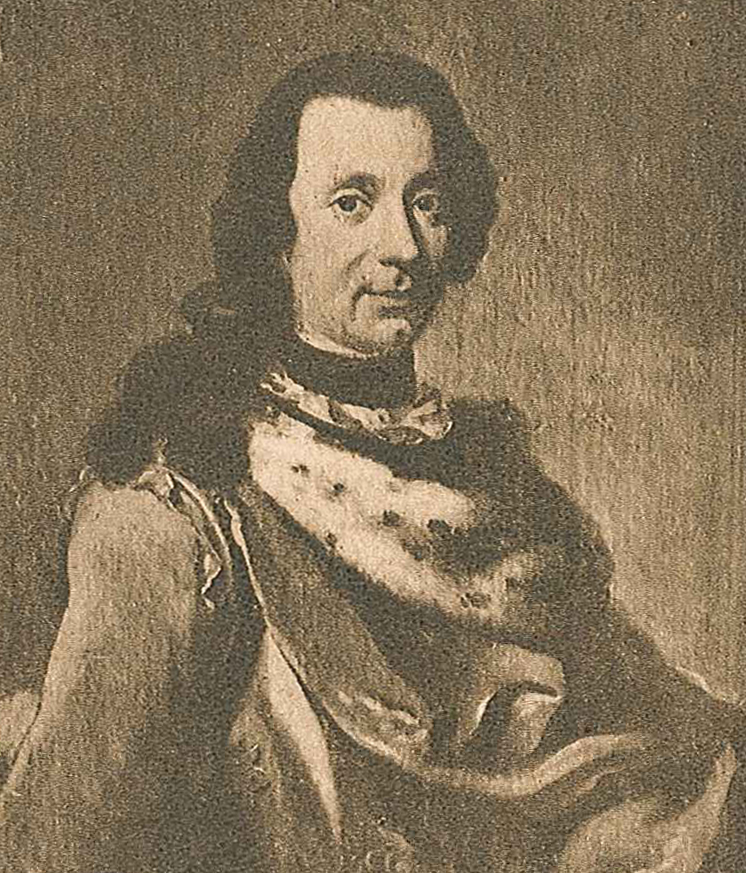
Hans Henrik Lieven der Jüngere.

Hans Henrik (von) Liewen (Lieven) der Jüngere (* 1704; † 25. November 1781 in Stockholm) war ein schwedischer Graf, Reichsrat, Politiker und Reichsmarschall von Schweden.

## Herkunft
Er war Angehöriger der Adelsfamilie Lieven. Seine Eltern waren Hans Henrik von Liewen (1664–1733), geboren in Estland, und Freiin Magdalena Julianna von Tiesenhausen.

## Leben
Lieven studierte 1718 zunächst in Uppsala. 1720 wurde er Hofjunker und 1722 Kammerherr. Er trat in die schwedische Armee ein und war 1729 Rittmeister, avancierte 1740 zum Major, 1746 zum Oberstleutnant, 1748 zum Oberst der Kavallerie und 1755 zum Generalmajor. Mit dieser Beförderung wurde er gleichzeitig als Kommandeur in den Schwertorden aufgenommen. Im Jahre 1762 stieg er schließlich zum Generalleutnant auf und erhielt den Seraphinenorden.
Von 1766 bis 1772 war Lieven Generalgouverneur von Schwedisch-Pommern. Hiernach war er in den Jahren 1772 bis 1781 Reichsmarschall, später auch Oberhofmarschall. Lieven war nacheinander Kanzler der Universitäten Åbo, Greifswald und Lund.
Liewen besaß als Erbherr bis 1740 Runsa in Stockholms län und von 1752 bis 1762 als Arrendator Beckaskog in Christianstads län.
Er wurde in der Riddarholms Kirche beigesetzt.